# 笏谷石
笏谷石（しゃくだにいし）は、デイサイト軽石火山礫凝灰岩で、福井県福井市の足羽山で採掘される石材である。狭義では足羽山北西山麓にあるいわゆる笏谷地区で採掘された石。一般的にはデイサイト軽石火山礫凝灰岩からなる笏谷層から採掘された石のこと。

## 成分
SiO2量は63～77%、Al2O3量は11～22%。鉱物組成は石英、曹長石、灰長石、正長石、赤鉄鉱、方解石、緑泥岩等。

## 成因と種類
約1700万年前の火山活動によって噴出した火砕流に含まれていた、火山岩や灰などが堆積して凝縮した。堆積サイクルの境界には、「雲」と呼ばれる凝灰角礫岩や中粒凝灰岩などが入る。
石材は良質のものから順に、淡緑青色の青手、中手、灰紫色は黒手という。なかでも青手は越前青石もしくは青石といわれ、1.15倍の値が付いた。

## 特徴
- 青緑色で、水に濡れると深い青色に変化する。
- 柔らかく、加工に便利[9]。
- きめが細かい。
- 火に強い[10]。

## 分布
福井市の足羽山の周辺に分布している。

## 人間史

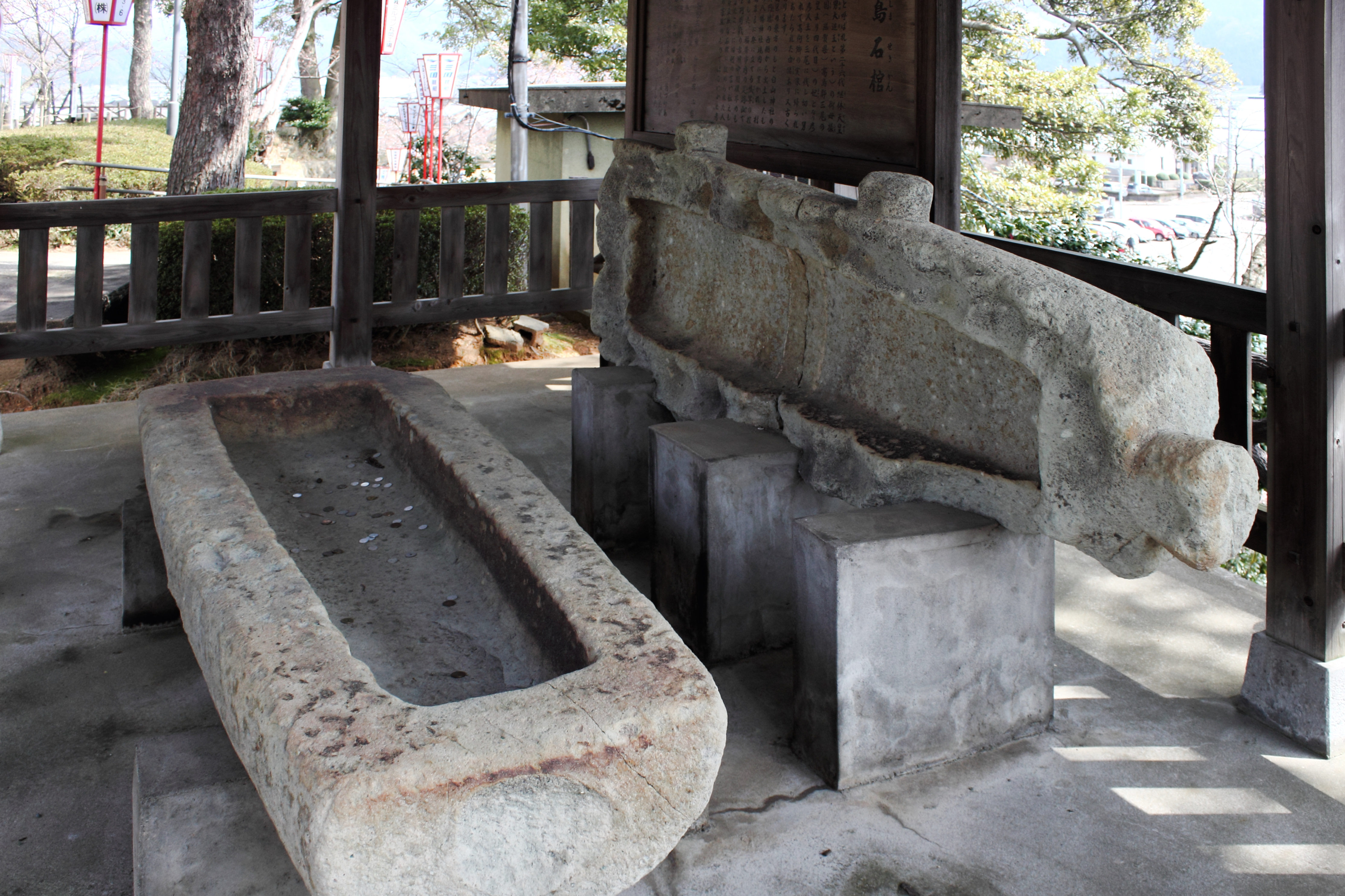
笏谷石で造られた舟形石棺（丸岡城内で展示）

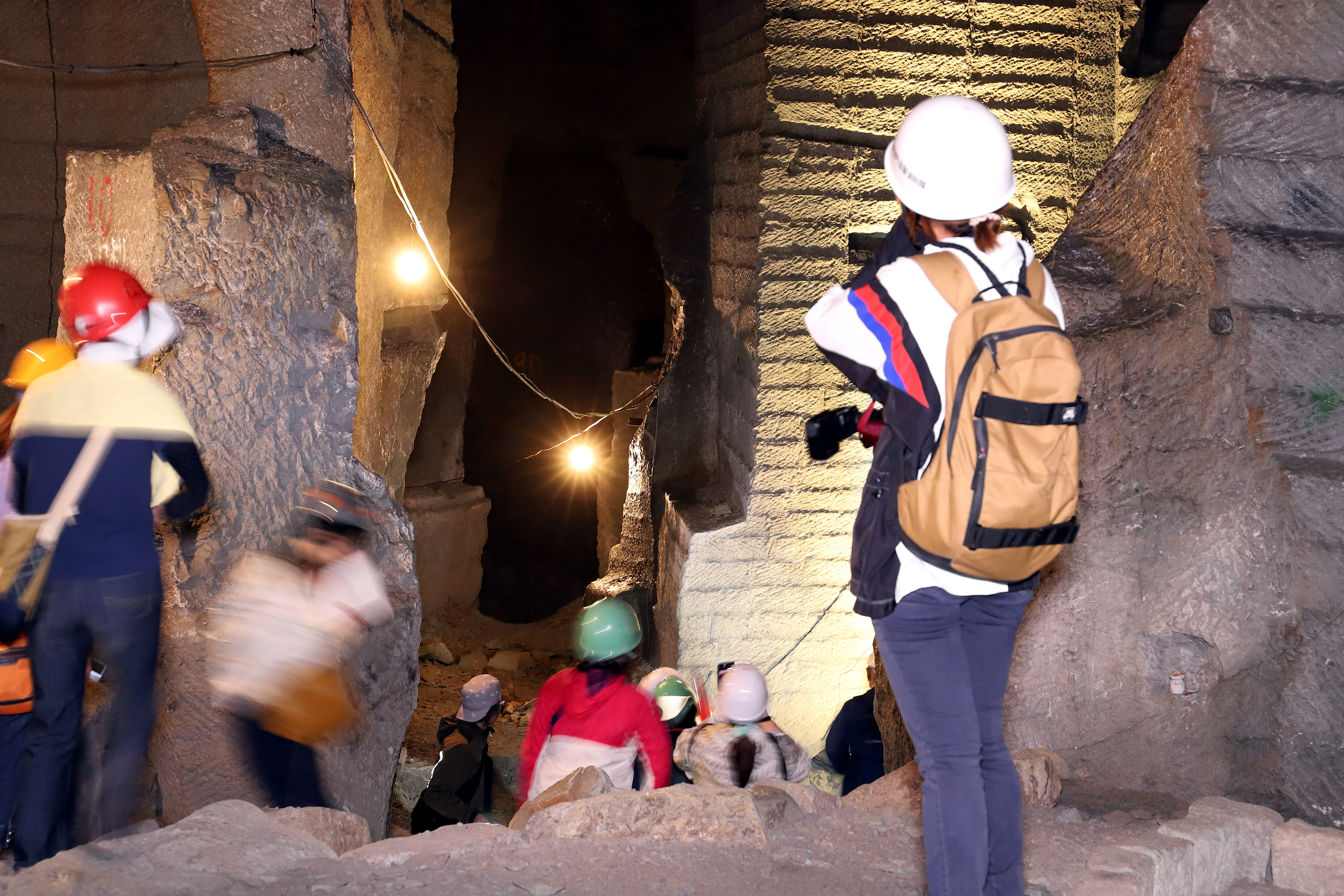
笏谷石採石場跡風景（七ツ尾口坑道より入坑）

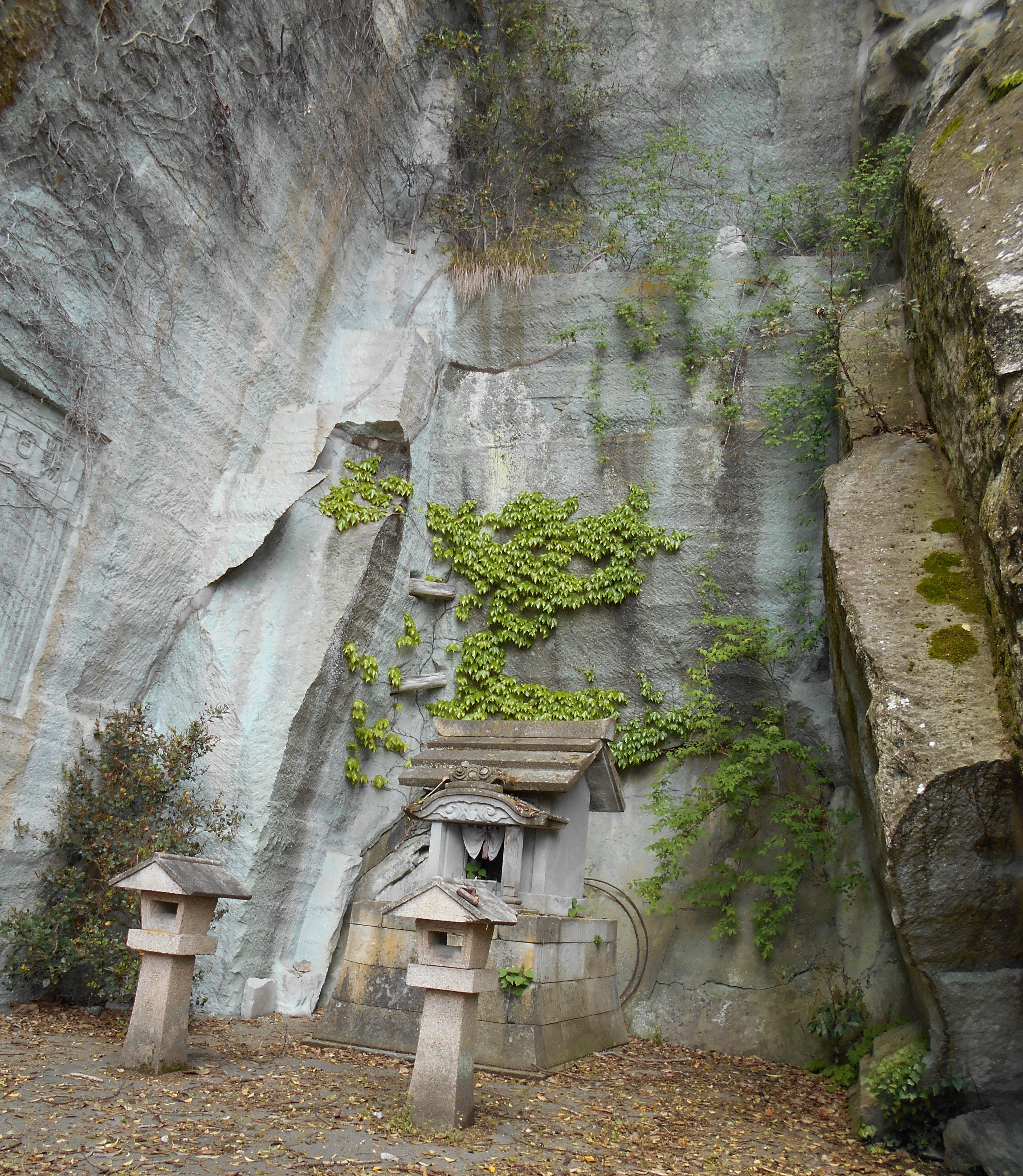
笏谷石露天採掘場(不動寺境内)

1500年ほど前の古墳時代のものとされる石棺が発掘されている。朝倉氏の一乗谷遺跡では、笏谷石で彫られた石仏などが多数見つかっている。その後、朝倉氏を滅ぼした織田信長の家来である柴田勝家が越前国に入った際、北ノ庄城の屋根を瓦ではなく笏谷石の瓦で葺（ふ）いた。現在、柴田神社の境内である北ノ庄城址公園に、北の庄城の模型が展示されている。丸岡城も笏谷石の瓦で葺かれている。半分が石造，半分が木造となっていた足羽川の九十九橋の、石造部分の橋脚にも利用されていた。
江戸時代には露天掘りと坑内掘りにより採掘され、北前船により全国に出荷されていた>。1899年には笏谷石による継体天皇（継体大王）の彫像を神体とした笏谷神社が創建された。1934年3月の調査では、採掘面積が約50町9段で、採掘後は鉄道で輸送されていた。1945年舞鶴海軍工廠造機部の一部が福井第五五工場となり、笏谷石採掘坑道内に疎開した。
1998年9月に採掘は終了し、現在は採掘されていない。2005年8月16日早朝、市営墓地の一部が東西約27メートル、南北約35メートル、深さ約18メートルのすり鉢状に陥没、崩壊する事故があり、地下の採掘坑跡の落盤によるものである事が分かった。

## 用途
- 土木・建築用資材
  - 石垣
  - 礎石
  - 橋脚
  - 瓦(かつては、屋根の葺き石としても利用された。)
- 信仰に関するもの
  - 石棺
  - 墓石
  - 鳥居
  - 石仏
  - 狛犬
- 日用品
  - 食器